# 圣欧班堡站
圣欧班堡站是法国的一个铁路车站，位于法国卢瓦雷省市镇圣欧班堡。

## 位置
圣欧班堡站位于圣欧班堡的西部，科松河（Le Cosson）左岸，距离市镇中心大约350米。车站大致呈南北走向，开口朝东。站前有一处大型停车场。

## 车站概况
圣欧班堡站是一个小型铁路车站，主要以通勤客流为主。该站配有人工窗口和自动售票机，但因该站人流量较小，其人工窗口的服务时间仅限于工作日高峰时段。
圣欧班堡站没有专门的地下通道，需要通过北侧的公路下穿隧道旁的人行道连接车站两侧。

## 停靠线路
以下列车线路在圣欧班堡站停靠：
| 圣欧班堡站列车线路表          |      |                 |              |              |
| 线路                          | 车种 | 上一站          | 下一站       | 大致运行频率 |
| 奥尔良—维耶尔宗/布尔日/讷韦尔 | TER  | 谷地圣西-拉苏斯 | 拉莫特伯夫龙 | 每天6趟左右  |
| 奥尔良—沙托鲁/阿尔让通        | TER  | 谷地圣西-拉苏斯 | 拉莫特伯夫龙 | 每天4趟左右  |
| 奥尔良—拉苏特兰/利摩日        | TER  | 谷地圣西-拉苏斯 | 拉莫特伯夫龙 | 每天1趟      |
| 1.                            |      |                 |              |              |

## 配套交通

### 大巴车
圣欧班堡站对应的大巴车上下车地点位于车站前方的广场上。
| 停靠圣欧班堡站的大巴车 |                                            |                                                                        |
| 上下车地点             | 运营单位                                   | 主要目的地                                                             |
| 圣欧班堡站 门口        | Rémi 中央-卢瓦尔河谷大区城际客运- 卢瓦雷省 | 5：Orléans · Ménestreau-en-Villette · Sennely                          |
| 圣欧班堡站 门口        | SNCF                                       | （当某条铁路线施工或罢工时，SNCF可能会提供途径该线路沿途站点的大巴车） |
| 1. 2. 3.               |                                            |                                                                        |

### 城市公共公交
圣欧班堡站附近暂无城市公共交通线路。

## 临近车站
| 圣欧班堡站（Gare de La Ferté-Saint-Aubin） |                    |                         |
| 上行车站                                   | 线路               | 下行车站                |
| 谷地圣西站 11km ←                          | 奥尔良－蒙托邦铁路 | 拉莫特伯夫龙站 → 15.8km |
| - 本表仅显示运营中的线路及车站             |                    |                         |